# Carex comosa
Carex comosa — многолетнее травянистое растение, вид рода Осока (Carex) семейства Осоковые (Cyperaceae).

## Ботаническое описание
Растение с ползучими корневищами.
Верхний колосок тычиночный; остальные 2—6 пестичные, много- и густоцветковые, продолговатые, густые, большей частью на длинных ножках, часто поникающие. Чешуи пестичных колосков шиловидно-ланцетные, с остью. Рылец 3. Мешочки яйцевидные, 4—9 мм длиной, в поперечном сечении округло-трёхгранные, возможно вздутые, перепончатые или кожистые, зрелые горизонтально или косо вниз отклонённые от оси колоска, с многочисленными ребристыми Жилками, с удлинённым глубоко-двузубчатым носиком; зубцы носика шиловидные, прямые, едва расходящиеся. Нижний кроющий лист обычно без влагалища, с пластинкой превышающей соцветие.

## Распространение
- Северная Америка:
  - Восточная Канада (Онтарио, Квебек),
  - США (Коннектикут, Индиана, Массачусетс, Мичиган, Нью-Джерси, Нью-Йорк, Огайо, Мэн, Пенсильвания, Вермонт, Иллинойс, Миннесота, Висконсин, Айдахо, Делавэр, Арканзас, Мэриленд, Миссисипи, Северная Каролина, Южная Каролина, Теннесси, Виргиния, Техас, Калифорния);
- Южная Америка: Центральная и Северная Бразилия.